# PLAY!〜勝つとか負けるとかは、どーでもよくて〜
『PLAY!〜勝つとか負けるとかは、どーでもよくて〜』（プレイ かつとかまけるとかはどーでもよくて）は、2024年3月8日に公開された日本映画。監督は古厩智之、主演は奥平大兼と鈴鹿央士。   
徳島県の高等専門学校を舞台とし、実在の学生をモデルにeスポーツの全国大会に挑む男子たちを描いた青春映画。eスポーツを題材にした日本初の劇映画となっている。
本作は大半が徳島県で撮影され、学校の場面は物語のモデルとなった阿南工業高等専門学校でロケが行われた。

## あらすじ
徳島県の阿波高専に通う郡司翔太は、金髪にピアスでヤンチャな見た目の生徒。そんな翔太が校内でたまたま目にした「全国高校eスポーツ大会メンバー大募集」という勧誘ポスターに興味を持ち、ポスターを作った1学年先輩の田中達郎に連絡する。
達郎は天才ゲーマーだが、怪我でバスケットボールを諦めた苦い経験を持つ。達郎が出場しようとしたのは1チーム3人編成のeスポーツ「ロケットリーグ」の大会。人数確保のため、翔太に加えて、たまたま近くの席にいた小西亘に声をかけて強引に勧誘し、出場チームをなんとか結成する。
年齢も興味も異なり、本来なら学校生活で交わることのなかった3人が、にわかチーム「アンダードッグス（かませ犬）」を結成して、全国大会に挑む。初めは全く息が合わない彼らだったが、次第に競技に魅せられ、周りから何と言われようが「思いっきりやったら、『勝つとか負けるとかは、どーでもよくて』」の思いを持ち、練習を重ねて、東京での決勝戦を目指していく。

## キャスト

### 主要人物
郡司翔太
演 - 奥平大兼
阿波高専・情報科2年生。金髪にピアス。家では幼い弟たちの面倒をよく見ている。
eスポーツはビギナーだが、達郎・亘とチーム「アンダードッグス」を結成して、全国大会に挑む。
田中達郎
演 - 鈴鹿央士
阿波高専・電気科3年生。天才ゲーマーでロケットリーグ上位ランカー。怪我のためバスケットボールを諦めている。
小西亘
演 - 小倉史也
阿波高専・電気科3年生。達郎のクラスメイト。VTuber「胡桃のあ」に夢中。たまたま達郎と席が近くだったためチームに勧誘される。
三上桃子
演 - 山下リオ
大会主催者・広報。大会ポスターのキャッチコピー「勝つとか負けるとかは、どーでもよくて」の発案者。

### 阿波高専
松永紗良
演 - 花瀬琴音
翔太の同級生。翔太とは仲良しで何かと面倒を見ている。
木村佳浩
演 - 三浦誠己
電気科教師。達郎と亘たちが打ち込んでいるeスポーツのことを最初はよく思っていなかった。
だが、達郎たちに必死に頼み込まれて、東京でのeスポーツ決勝戦の引率を引き受ける。

### 翔太の家族
郡司康雄
演 - 斉藤陽一郎
翔太の父親。翔太の下に年の離れた弟2人がいる。妻・詩織とは仲が良くない。
郡司詩織
演 - 山田キヌヲ
康雄の妻。翔太たちの母親。

### 達郎の家族
田中律子
演 - 唯野未歩子
達郎の母。看護師。仕事の疲れを達郎が心配している。

### eスポーツ大会関係者
eスポーツ大会総合司会
演 - OooDa
eスポーツ大会決勝司会
演 - 平岩康佑

### その他
水村俊一
演 - 和田聰宏
滝田健二郎
演 - 古舘佑太郎
胡桃のあ
演 - 胡桃のあ（ぶいすぽっ!）（本人）
亘が推しているVTuber。
木村かおり
演 - 徳留歌織
佳浩の妻。eスポーツ決勝戦に夫・佳浩とともに参加する。
その他（役名不詳）
演 - 冨樫真、薬丸翔、夏生大湖、岩本晟夢、杉山ひこひこ、村上航、西間木冠、味元耀大、小田えりな

## スタッフ
- 監督 - 古厩智之
- 脚本 - 櫻井剛[7][12][19]
- 音楽 - 遠藤浩二[7][12][19]
- 主題歌 - Cody・Lee (李)「イエロー」（Ki/oon Music）[20]
- エグゼクティブプロデューサー - 尾崎健介、入交昭一郎、小西啓介[12][19]
- 企画・プロデュース - 広井王子[7][12][19]
- チーフ・プロデューサー - 古賀俊輔[12][19]
- プロデューサー - 前田雅尚、小松実、青木真代、中村直史[12][19]
- 撮影 - 下垣外純[12][19]
- 照明 - 佐々木貴史[12][19]
- 音響 - 菊池信之[19]
- 録音 - 川本七平[12][19]
- 美術 - 須坂文昭[12][19]
- 装飾 - 山田智也[12][19]
- 編集 - 大重裕二[12][19]
- 衣装 - 手塚勇[12][19]
- ヘアメイク - 安藤メイ[12][19]
- キャスティング - 楠本直樹[12][19]
- VFXスーパーバイザー - 田中貴志[12][19]
- カラリスト - 河原夏子[12][19]
- 助監督 - 廣田啓[12][19]
- 制作担当 - 横井義人[12][19]
- 協力プロデューサー - 小澤智史、朱永菁[12][19]
- ラインプロデューサー - 梅本竜矢[12][19]
- 協賛 - コーユーイノテックス、岡谷エレクトロニクス、JACCS[7]
- 配給・宣伝 - ハピネットファントム・スタジオ[7][12][19]
- 制作プロダクション - ザフール[7][19][21]
- 制作協力 - 吉本興業[7][19][21]
- 製作 - 映画「PLAY!〜勝つとか負けるとかは、どーでもよくて〜」製作委員会（サードウェーブ、ハピネットファントム・スタジオ）[7][19][21]